# Nabarzane
Nabarzane (fl. V secolo a.C.) è stato un nobile persiano, membro della corte del re Dario III.

## Biografia

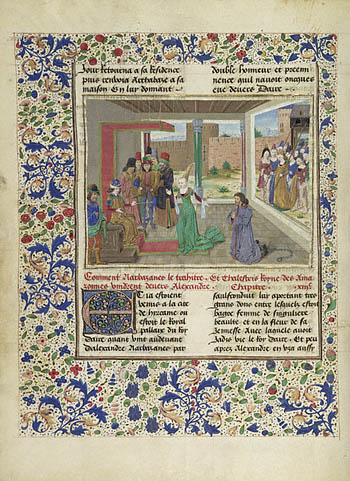
Bagoa che intercede per conto di Nabarzane, un'illustrazione rinascimentale di autore anonimo (1470-1475) che rappresenta il primo incontro tra Bagoa e Alessandro, con ambienti e costumi d'epoca.

È menzionato da Quinto Curzio Rufo per la prima volta quando inviò una lettera a Sisine, un persiano presso la corte di Alessandro Magno, apparentemente per ideare l'assassinio del re macedone.
Successivamente Nabarzane comandò la cavalleria dell'ala destra nella battaglia di Isso. Poi, quando la situazione di Dario iniziò ad essere disperata, Nabarzane con Besso e con Barsente tramò per uccidere il re persiano o per consegnarlo ad Alessandro. In un concilio tenutosi subito dopo aver abbandonato Ecbatana, propose che Dario si ritirasse in una provincia remota dell'impero e che delegasse almeno per un certo periodo di tempo le sue prerogative reali a Besso. Dario si infuriò per la proposta, tanto da estrarre la scimitarra per uccidere Nabarzane all'istante, ma fu fermato a stento e tranquillizzato.
A questo punto i cospiratori decisero di catturare Dario, il quale venuto a conoscenza del piano, non si rifugiò dai suoi fedeli mercenari greci. Per ordine di Besso, Dario fu arrestato e messo in catene e fu assassinato non appena l'esercito di Alessandro Magno si avvicinò.
Nabarzane si rifugiò in Ircania e, quando Alessandro giunse fino al fiume Ziobari, gli inviò una lettera con cui offriva la resa in cambio della propria salvezza. Dopo aver ricevuto la promessa ufficiale, Nabarzane si consegnò ad Alessandro, portandogli numerosissimi doni preziosi, tra cui l'eunuco Bagoas. Proprio grazie all'intercessione di quest'ultimo, Alessandro decise di perdonare Nabarzane per il barbaro assassinio del re persiano.
Dopo questi fatti si perdono le sue tracce e altri accadimenti della sua vita non sono noti.